# Kolontobo
Kolontobo is een bestuurslaag in het regentschap Lembata van de provincie Oost-Nusa Tenggara, Indonesië. Kolontobo telt 1238 inwoners (volkstelling 2010).